# MTV Movie Awards 2006
Vyhlášení amerických filmových cen MTV 2006 se uskutečnilo 3. června 2006 ve studiích Sony Pictures v Culver City v Kalifornii. Moderátorem ceremoniálu byla Jessica Alba.

## Moderátoři a vystupující

### Moderátor
- Jessica Alba

### Hudební vystoupení
- AFI – „Miss Murder“
- Christina Aguilera – „Ain't NO Other Man“
- Gnarls Barkley – „Crazy“

## Nominace a ocenění
| Film roku | Film roku |
| --- | --- |
| - Nesvatbovi - 40 let panic - Batman začíná - King Kong - Sin City – město hříchů | |
| Nejlepší herecký výkon | Objev roku |
| Jake Gyllenhaal – Zkrocená hora - Joaquin Phoenix – Walk the Line - Rachel McAdams – Noční let - Steve Carell – 40 let panic - Terrence Howard – Snaž se a jeď - Reese Witherspoonová – Walk the Line | Isla Fisher – Nesvatbovi - André Benjamin – Čtyři bratři - Nelly – Trestná lavice - Jennifer Carpenter – V moci ďábla - Romany Malco – 40 let panic - Taraji P. Henson – Snaž se a jeď                                                                            |
| Nejlepší tým | Nejstrašidelnější herecký výkon |
| Owen Wilson a Vince Vaughn – Nesvatbovi - Daniel Radcliffe, Emma Watsonová a Rupert Grint – Harry Potter a Ohnivý pohár - Seann William Scott, Jessica Simpson a Johnny Knoxville – Mistři hazardu - Steve Carell, Paul Rudd, Seth Rogen a Romany Malco – 40 let panic - Ioan Gruffudd, Chris Evans, Jessica Alba a Michael Chiklis – Fantastická čtyřka | - Jennifer Carpenter – V moci ďábla - Rachel Nichols – 3: 15 zemřeš - Derek Richardson – Hostel - Paris Hilton – Dům voskových figurín - Dakota Fanning – Válka světů                                                                                             |
| Nejlepší souboj | Nejlepší polibek |
| - Angelina Jolie vs. Brad Pitt – Mr. & Mrs Smith - King Kong vs. letadla – King Kong - Stephen Chow vs. Axe Gang – Kung-fu mela - Ewan McGregor vs. Hayden Christensen – Star Wars: Epizoda III – Pomsta Sithů | - Jake Gyllenhaal a Heath Ledger – Zkrocená hora - Taraji P. Henson a Terrence Howard – Snaž se a jeď - Anna Faris a Chris Marquette – Miluji tě k sežrání - Angelina Jolie a Brad Pitt – Mr. & Mrs Smith - Rosario Dawson a Clive Owen – Sin City – město hříchů |
| Nejlepší komediální výkon | Nejlepší zloduch |
| - Steve Carell – 40 let panic - Owen Wilson – Nesvatbovi - Adam Sandler – Trestná lavice - Tyler Perry – Divná sešlost - Vince Vaughn – Nesvatbovi | Hayden Christensen – Star Wars: Epizoda III – Pomsta Sithů - Cillian Murphy – Batman začíná - Ralph Fiennes – Harry Potter a Ohnivý pohár - Tilda Swinton – Letopisy Narnie: Lev, čarodějnice a skříň - Tobin Bell – Saw 2                                        |
| Nejlepší hrdina | Nejvíce sexy výkon |
| Christian Bale – Batman začíná - Jessica Alba – Fantastická čtyřka - Daniel Radcliffe – Harry Potter a Ohnivý pohár - Kate Beckinsale – Underworld: Evolution - Ewan McGregor – Star Wars: Epizoda III – Pomsta Sithů | - Jessica Alba – Sin City – město hříchu - Beyoncé – Růžový panter - Jessica Simpson – Mistři hazardu - Zhang Ziyi – Gejša - Rob Schneider – Deuce Bigalow: Evropský gigolo                                                                                       |
| Nejlepší filmař na vysoké škole | |
| Joshua Caldwell – A Beautiful Lie (Fordham University) - Sean Mullin – Sadiq (Kolumbijská univerzita) - Stephen Reedy – Undercut (Diablo Valley College) - Jarrett Slavin – The Spiral Project (Michiganská univerzita) - Landon Zakheim – The Fabulous Felix McCabe (Emerson College)                                                                   | |

### MTV Generation Award
- Jim Carrey